# جون بارث
جون سيمونز بارث (بالإنجليزية: John Simmons Barth)‏ (من مواليد 27 مايو 1930 – 02 أبريل 2024) هو روائي أمريكي وكاتب للقصص القصيرة، عرف في أعماله بأسلوب ما بعد الحداثة والما ورائي.

## حياته
جون بارث، الملقب بـ «جاك»، ولد في كامبريدج، ولاية ماريلاند. لديه أخ أكبر اسمه بيل وأخت توأم اسمها جيل. تخرج من مدرسة كامبريدج الثانوية في عام 1947، حيث كان يعزف على الطبول ويكتب لصحيفة المدرسة. اطلع على «النظرية الأولية والتوزيع الأوركسترالي المتقدم» في جوليارد قبل أن يرتاد جامعة جونز هوبكنز، حيث حصل على درجة بكالوريوس الآداب عام 1951 والماجستير عام 1952. استندت روايته التي كانت أطروحته «قميص نيسوس» إلى تجاربه في جونز هوبكنز.
تزوج بارث بهارييت آن ستريكلاند في 11 يناير عام 1950. ونشر قصتين قصيرتين في العام نفسه، نُشرت إحداهما في مجلة جون هوبكنز الأدبية للطلاب والأخرى في مراجعة هوبكنز. وُلدت ابنته كريستين آن في صيف عام 1951. وابنه جون ستريكلاند في العام الذي تلاه.
عمل بارث أستاذًا في جامعة ولاية بنسلفانيا من عام 1953 حتى عام 1965، حيث التقى بزوجته الثانية، شيلي روزنبرغ. ولد طفله الثالث دانيال ستيفن عام 1954. أثناء «عقد الستينيات الأمريكي الصاخب»، انتقل للتدريس في جامعة ولاية نيويورك في بوفالو من 1965 حتى 1973. في تلك الفترة تعرف على «أدب القصة القصيرة الخيالي» للكاتب الأرجنتيني خورخي لويس بورخيس، الذي ألهمه في كتابة مجموعته «ضائع في منزل لهو».
بدأ بارث لاحقًا بالتدريس في جامعة بوسطن كأستاذ زائر في 1972-1973 وفي جامعة جونز هوبكنز من 1973 حتى تقاعده في 1995.

## أعماله الأدبية
بدأ بارث حياته المهنية بكتابة «الأوبرا الطافية» و«نهاية الطريق»، وهما روايتان واقعيتان قصيرتان تتعاملان بذكاء مع مواضيع مثيرة للجدل، كالانتحار في الأولى والإجهاض في الثانية. كانت الروايتان واقعيتين بشكل مباشر، حتى أنّ بارث علق لاحقًا: «لم يعرفوا بأنهم روايات».
كان المقصود بـ «عنصر عشبة الأبله – عامل الأعشاب» في البداية أن تكون رواية مكملة لثلاثية تضم أول روايتين «واقعيتين» له، ولكن نتيجة لنضج بارث ككاتب، تطورت إلى مشروع مختلف. تأتي أهمية هذه الرواية من كونها نقطة علامة لاكتشاف بارث لما بعد الحداثة.
رواية بارث اللاحقة «جايلز الفتى العنزة» (نحو 800 صفحة)، هي رواية خيال تأملي تقوم على تصور الجامعة ككون. يكتشف جايلز، وهو صبي تربى كماعز، إنسانيته ويصبح منقذًا في قصة قُدمت على هيئة شريط كمبيوتر يُقدم إلى بارث، الذي ينفي أن يكون ذلك عمله. وفي سياق الرواية ينفذ جايلز جميع المهام التي حددها جوزيف كامبل في روايته «البطل بألف وجه». واحتفظ بارث بقائمة مهامٍ ملصقة على حائطه أثناء كتابته للكتاب.
تعد مجموعة القصص القصيرة «ضائع في منزل لهو» (1968) ومجموعة الرواية القصيرة «كيميرا – شيميرا» ذات أسلوب ما ورائي أكثر من الروايات السابقة، إذ تقدم عملية الكتابة والإنجازات على هيئة سبعة اقتباسات متداخلة. شاركت هذه المجموعة جائزة الكتاب الوطني الأمريكي للخيال.
في رواية «رسائل» (1979)، يتواصل بارث مع شخصيات من كتبه الستة الأولى.
وفي روايته لعام 1994 «كان يا مكان: الأوبرا الطافية»، يعيد استخدام الشخصيات الوضعية، والمواقف الوضعية والصيغ.

## الأساليب والنهج والمعايير الفنية
يتميز عمل بارث بوعي تاريخي بالتقاليد الأدبية وممارسة إعادة كتابة نموذجية لما بعد الحداثة. وقد قال: «أنا لا أعرف ما هي وجهة نظري تجاه التاريخ، ولكن بقدر ما تنطوي على بعض السماح بالتكرار والتواتر، وإعادة التوزيع، والإعادة، أريد دائمًا أن تكون أكثر على هيئة الشيء الذي يدور ويخرج ليصبح أكثر شمولاً في كل مرة».  في إحساس بارث لما بعد الحداثة، المحاكاة الساخرة هي جهاز مركزي.
نحو عام 1972، أعلن بارث في مقابلة له أن «عملية (صنع الرواية) هي المحتوى، بشكل أو بآخر».
يستمر أدب بارث الخيالي بالحفاظ على توازن هش بين الوعي الذاتي ما بعد الحداثي والتلاعب بالألفاظ والتوصيف المتعاطف وحبكة «قلب الصفحة» المرتبطة بشكل عام بأنواع أكثر تقليدية وأنواع فرعية من رواية القصص الكلاسيكية والمعاصرة.

## روابط خارجية
- جون بارث على موقع IMDb (الإنجليزية)
- جون بارث على موقع الموسوعة البريطانية (الإنجليزية)
- جون بارث على موقع إن إن دي بي (الإنجليزية)
- جون بارث على موقع قاعدة بيانات الفيلم (الإنجليزية)